# 陸上自衛隊第1特科團
陸上自衛隊第1特科團（日语：／ Dai ichi tokka dan ?） 是日本陸上自衛隊唯一的現役直屬獨立旅級特科（砲兵）部隊，直屬於陸上自衛隊北部方面隊，主要部隊駐紮於北海道千歲市，負責支援北海道的防衛。

## 組織架構
- 第1特科團，位於千歲市
  - 第1特科團本部，位於千歲市，下轄一個本部中隊（本部連）
  - 第1特科群，位於千歲市
    - 第101特科大隊（砲兵營），位於美幌町，擁有三個中隊的M110自走炮
    - 第102特科大隊，位於千歲市，擁有三個中隊的M110自走炮
    - 第129特科大隊，位於千歲市，擁有三個中隊的M270多管火箭系統
    - 第133特科大隊，位於札幌市，擁有三個中隊的M270多管火箭系統

  - 第4特科群，位於上富良野町
    - 第104特科大隊，擁有三個中隊的M110自走炮
    - 第120特科大隊，擁有三個中隊的M110自走炮
    - 第132特科大隊，擁有三個中隊的M270多管火箭系統

  - 第1地對艦飛彈連隊（日语：第1地対艦ミサイル連隊；團級部隊），位於千歲市，擁有四個中隊的88式陸基反艦飛彈
  - 第2地對艦飛彈連隊（日语：第2地対艦ミサイル連隊），位於美唄市，擁有四個中隊的88式陸基反艦飛彈
  - 第3地對艦飛彈連隊（日语：第3地対艦ミサイル連隊），位於上富良野町，擁有四個中隊的88式陸基反艦飛彈[2]

## 外部連結
- 第1特科團首頁 （页面存档备份，存于） （日語）

1. ↑  . 第１特科団.   [2024-08-23]. （原始内容存档于2024-08-23） （jp）.
2. ↑  . 第１特科団.   [2024-08-23]. （原始内容存档于2024-08-23） （jp）.